# Canale emissario di San Rocco
Il canale emissario di San Rocco è un corso d'acqua situato nel comune di Grosseto.

## Storia
L'escavazione del canale avvenne in seguito al motu proprio del granduca Leopoldo II di Lorena, il quale ordinò il 17 novembre 1828 l'avvio della operazioni di bonifica per colmata della vasta palude dell'ex lago Prile che occupava la piana tra la città di Grosseto e Castiglione della Pescaia. I lavori per il bonificamento, diretti da Alessandro Manetti, Federico Capei e Giacomo Grandoni, prevedevano quindi anche la realizzazione di tre canali emissari che avevano il compito di far defluire le acque chiare dai recinti di colmata fino al mare: i canali di San Rocco e di San Leopoldo presso Grosseto e il canale Bilogio presso Castiglione della Pescaia. Il canale fu realizzato nel 1838.
Il canale emissario di San Rocco trovò una più completa sistemazione negli anni della bonifica integrale fascista, quando la piana venne dotata di una fitta rete idrica e fu inaugurata l'idrovora elettrica di Casotto Venezia, che contribuiva a pompare verso il canale i flussi di tutti i fossi minori pertinenti.

## Descrizione
Il canale accoglie le acque del fosso San Rocco, che nasce a nord-ovest della città di Grosseto, in località Bottegone, e attraversa la piana grossetana costeggiando in un primo momento il tracciato della strada provinciale 152 Aurelia Vecchia. Al limite urbano nord-occidentale di Grosseto, in località Poggetti Nuovi, il fosso volge verso ovest, tagliando il piano della località Rugginosa, si interseca perpendicolarmente con il canale diversivo dell'Ombrone, accoglie le acque del fosso Beveraggio e si congiunge al fosso Barbanella nei pressi dell'aeroporto militare. Il corso d'acqua costeggia in direzione sud la strada provinciale 131 del Poggiale e raggiunge il centro abitato di Principina Terra.
Il tracciato continua dunque lungo la strada provinciale 158 delle Collacchie, dalla quale si separa in località Casotto Venezia, poco dopo avere superato la discarica delle Strillaie; lambisce poi l'area artigianale di Marina di Grosseto, entrando nella pineta del Tombolo, e sfocia nel mar Tirreno presso il porto turistico della località balneare. Il canale taglia in due l'abitato di Marina di Grosseto, separando il centro dal rione di Sciangai; lungo l'ultimo tratto urbano del corso d'acqua, prima del porto, è situato il forte granducale di San Rocco.